# Grahamland
Grahamland is het noordelijkste deel van het Antarctisch Schiereiland en met zijn 383.000 km² is het het grootste gebied van het Brits Antarctisch Territorium.
Het schiereiland werd op 21 februari 1832 door een Engelse Antarctica-expeditie onder leiding van John Biscoe ontdekt. Het is genoemd naar James Robert George Graham, admiraal van de Britse Royal Navy. Het werd in 1908 tot Britse kroonkolonie gemaakt. In 1936 is het land voor het eerst door mensen betreden. De "British Graham Land Expedition" geleid door John Rymill had als doel deze streek - die gedurende deze expeditie als deel van het Antarctisch Schiereiland naar voren werd gebracht - verder te onderzoeken.
Naast Groot-Brittannië maakt ook Argentinië aanspraken op Grahamland en baseert deze aanspraken op het wetenschappelijk vastliggend feit dat Grahamland en de omliggende eilanden de natuurlijke voortzetting zijn van het Zuid-Amerikaanse continent en dat Argentinië het meest nabijgelegen land is. Chili maakt op dezelfde gronden aanspraak op aangrenzende gebieden van Antarctica.
Groot-Brittannië heeft in de regio meerdere onderzoeksstations die het hele jaar bemand zijn. Aan de westkust ligt de Wilhelminabaai.

## Eilanden
Eilanden die deel uitmaken van Grahamland (1):
- James Ross Island (2)
- D'Urville Island (3)
- Joinville Island (4)
- Dundee Island (5)
- Snow Hill Island (6)
- Vega Island (7)
- Seymour Island (8)
- Andersson Island (9)
- Paulet Eiland (10)
- Lockyer Island (11)
- Eagle Island (12)
- Jonassen Island (13)
- Bransfield Island (14)
- Astrolabe Island (15)
- Zigzag Island (16)

Alexandereiland · Grahamland · Zuidelijke Orkneyeilanden · Zuidelijke Shetlandeilanden